# غاريت هدلوند
غاريت هيدلوند (بالإنجليزية: Garrett Hedlund)‏ (مواليد 3 سبتمبر 1984 في روسو، مينيسوتا)، هو ممثل أمريكي بدأ مسيرته الفنية عام 2004.

## الأعمال
- طروادة (2004)
- أضواء ليلة الجمعة (2004)
- أربعة إخوة (2005)
- إيراغون (2006)
- جورجيا رول (2007)
- ترون: الإرث (2010)
- على الطريق (2012)
- داخل لوين ديفيس (2013)
- غير مكسور (2014)
- بان (2015)
- triple frontier  ( 2017)

## وصلات خارجية
- غاريت هدلوند على موقع IMDb (الإنجليزية)
- غاريت هدلوند على موقع روتن توميتوز (الإنجليزية)
- غاريت هدلوند على موقع قاعدة بيانات الأفلام العربية
- غاريت هدلوند على موقع ألو سيني (الفرنسية)
- غاريت هدلوند على موقع ميوزك برينز (الإنجليزية)
- غاريت هدلوند على موقع تيرنر كلاسيك موفيز (الإنجليزية)
- غاريت هدلوند على موقع أول موفي (الإنجليزية)
- غاريت هدلوند على موقع بوكس أوفيس موجو (الإنجليزية)
- غاريت هدلوند على موقع قاعدة بيانات الأفلام السويدية (السويدية)
- غاريت هدلوند على موقع إن إن دي بي (الإنجليزية)